# Sondernaturschutzgebiet des Parks Burcina

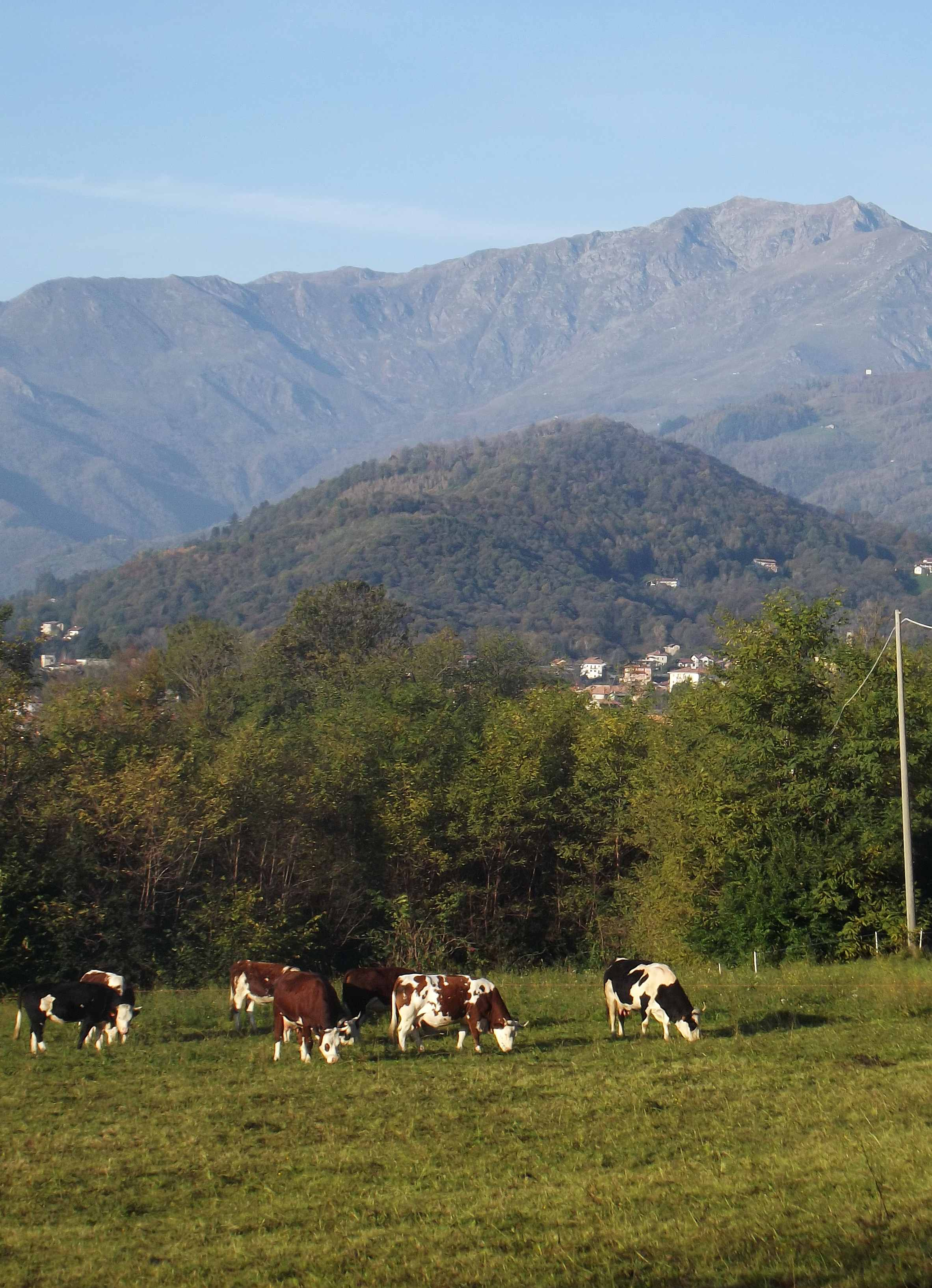
Die Hügel

Das Sondernaturschutzgebiet des Parks Burcina – Felice Piacenza ist geschütztes Waldgebiet von 57 Hektar, das 1980 durch ein Gesetz der Region Piemont eingerichtet wurde und sich zwischen den Gemeinden Pollone und Biella befindet. Der Gemeinde Biella gehören fast drei Viertel der gesamten Fläche.
Es liegt in einer Höhe von 570 bis 829 Metern über dem Meeresspiegel.
Das Schutzgebiet liegt auf dem Hügel Colle (oder bric) Burcina und dient der Wahrung der natürlichen, ökologischen und landschaftlichen Merkmale des Gebiets. Hinzu kommen vor allem die Aufwertung der Tätigkeiten des Schutzgebiets und die Förderung der wissenschaftlichen, kulturellen und didaktischen Tätigkeit des Ortes, besonders auch im Interesse der Schulen.
Die Verwaltung ist einer eigens geschaffenen selbständigen Einrichtung anvertraut.

## Geographie
Die Burcina ist eine abgerundete waldige Anhöhe, auf deren Gipfel die Grenze zwischen den Gemeinden Pollone und Biella verläuft. Die nordöstlichen Hänge gehören zum Einzugsbecken des Wildbachs Oropa, während die Südwesthänge, auf denen der Park liegt, den Wildbach Oremo versorgen. Ein Sattel in 730 Metern Höhe verbindet den Bric mit dem Rest der Bielleser Alpen. Durch ihre relativ isolierte Position ist die Burcina in einem großen Teil des Gebiets von Biella leicht zu erkennen.

## Archäologie
Einige Funde im Gebiet des Parks bezeugen die Präsenz des Homo sapiens in einer Zeit, die 35.000 Jahre zurückliegt.
Auf dem Bric Burcina ist auch die Präsenz einer urgeschichtlichen Siedlung aus der Bronze- und Eisenzeit nachgewiesen.

## Historische Anmerkungen
Der Park, der die natürlichen Umweltbedingungen nachahmt, ist über die wichtigsten Straßen erreichbar, die nach Biella führen.
Er ist nach Felice Piacenza benannt, dem wichtigsten Förderer des Grüngebiets und Sohn dessen, der als erster das Gebiet erwarb, d. h. Giovanni Piacenza, ein aus Pollone gebürtiger Unternehmer der Wollindustrie, der in der ersten Hälfte des 19. Jahrhunderts beschloss, den Burcina-Hügel als Park einzurichten, wobei er sich von Landschaftsgärten inspirieren ließ, die seit dem 18. Jahrhundert in England sehr in Mode waren.
Die ersten exotischen Pflanzen, die hier angesiedelt wurden (große Sequoien), betrafen den niedrigen Teil des Hügels, wo gleichzeitig mit der Einrichtung der ersten Pfade im Jahr 1848 ein noch heute vorhandener kleiner See mit Fontänen angelegt wurde.
Die Erweiterung des Parks wurde von Felice Piacenza fortgeführt, der hierzu mehr als fünfzig Jahre seines Lebens widmete, wobei er eine spektakuläre Rhododendren-Mulde schuf sowie Pfade, Straßen und kleine Alleen anlegen und natürlich weitere exotische Arten anpflanzen ließ.
Der Park wurde 1934 von der Gemeinde Biella erworben und erlebte in der Zeit nach dem Zweiten Weltkrieg weitere Änderungen mit der Eröffnung einer neuen Zufahrt über die Brücke des Rio Vandorba, die der Architekt Pietro Porcinai entwarf. Außerdem wurde eine vom Bildhauer Leonardo Bistolfi gefertigte Bronzebüste von Felice Piacenza aufgestellt. 1959 fand man die ersten archäologischen Materialien aus der Vorgeschichte, darunter einige Äxte und einen Bronzekrug.

## Chronologie
- 1850er Jahre: Der Industrielle Giovanni Piacenza (1811–1883) erwarb einen Teil des Hügels Burcina, um einen botanischen Park anzulegen.
- 1900er Jahre: Felice, Sohn von Giovanni (1843–1938), führte die Arbeit des Vaters fort.
- 1930er Jahre: Die Gemeinde Biella erwarb 1934 den Park und erweiterte ihn nach und nach auf die heutigen 57 Hektar.
- 1950er Jahre:
  - Enzo, Sohn von Felice (1892–1968), schenkte dem Park 1950 nach dem Willen des Vaters einen neuen Eingang auf der Seite des Ortes Pollone.
  - 1959 kam es auf dem Hügel Burcina zu archäologischen Funden.
- 1960er Jahre: 1967 wurde die gesamte Gegend von Biella von einem heftigen Tornado betroffen, der auch im Park starke Schäden anrichtete.
- 1980er Jahre: 
  - Am 24. April 1980 wurde mit einem Gesetz der Region Piemont das Sondernaturschutzgebiet Parco Burcina – Felice Piacenza eingerichtet.
  - Guido, Sohn von Enzo, wurde Präsident des Ente Gestione Parco (Parkverwaltung).

## Wiege der Rhododendren, Nachahmung der Natur
Vom Park der Burcina – wie er ganz einfach genannt wird – hat man einen Ausblick von 180°, der von Moränenhügeln der Serra von Ivrea bis zur Ebene um Biella in Richtung des Canavese-Gebiets (Turin) und der Reisfelder der Provinz Vercelli reicht.
Der Park hat drei Eingänge: einen am Fuß des Hügels, einen in mittlerer Höhe und einen im oberen Teil. Er ist vollständig den Fußgängern vorbehalten (die Zufahrt im Auto für Behinderte ist nur donnerstags erlaubt) und in aller Welt wegen seiner außerordentlichen Mulde der Rhododendren bekannt, denen 2 der insgesamt 57 Hektar vorbehalten sind und deren Blütenstand sich in den Monaten Mai und Juni voll entfaltet.

## Der Garten-Park
Der Wald bildet den natürlichen Hintergrund des Parks der Burcina, deren Gipfel auf einer Straße erreichbar ist, die zum darüber liegenden Torre Martini führt.
Der landschaftliche Garten wurde absichtlich informell und so gestaltet, dass er das Aufsehenerregende der Natur hervorhebt. Die Pflanzen sind nur scheinbar zufällig angeordnet und sollen auf diese Weise das nachahmen, was in der Natur geschieht. Die Wälder wechseln mit Wiesen und Lichtungen ab, große Bäume stehen isoliert, um ihre Majestät besser zum Ausdruck zu bringen.
Die exotischen Arten wurden in die lokale Flora eingefügt, die die typischen Laubbäume der Breitengrade des Mittelmeerraums umfasst:
- Buche
- Kastanie
- Ahorn
- Esche
- Eiche
- Kirschbaum
- Birke

## Fauna des Parks
Der Park der Burcina weist auch hinsichtlich der Fauna und des Birdwatching interessante Aspekte auf.
Folgende Säugetierarten sind vorhanden:
- Eichhörnchen
- Haselmaus
- Feldmaus
- Igel
- Fuchs
- Dachs
- Hase

Folgende ansässige oder durchziehende Vögel können beobachtet werden:
- Sperling
- Rotkehlchen
- Grasmücke
- Meise
- Buchfink
- Amsel
- Ammer
- Sperber
- Kernbeißer
- Trauerschnäpper
- Elster
- Eichelhäher
- Krähe
- Rabe
- Kolkrabe

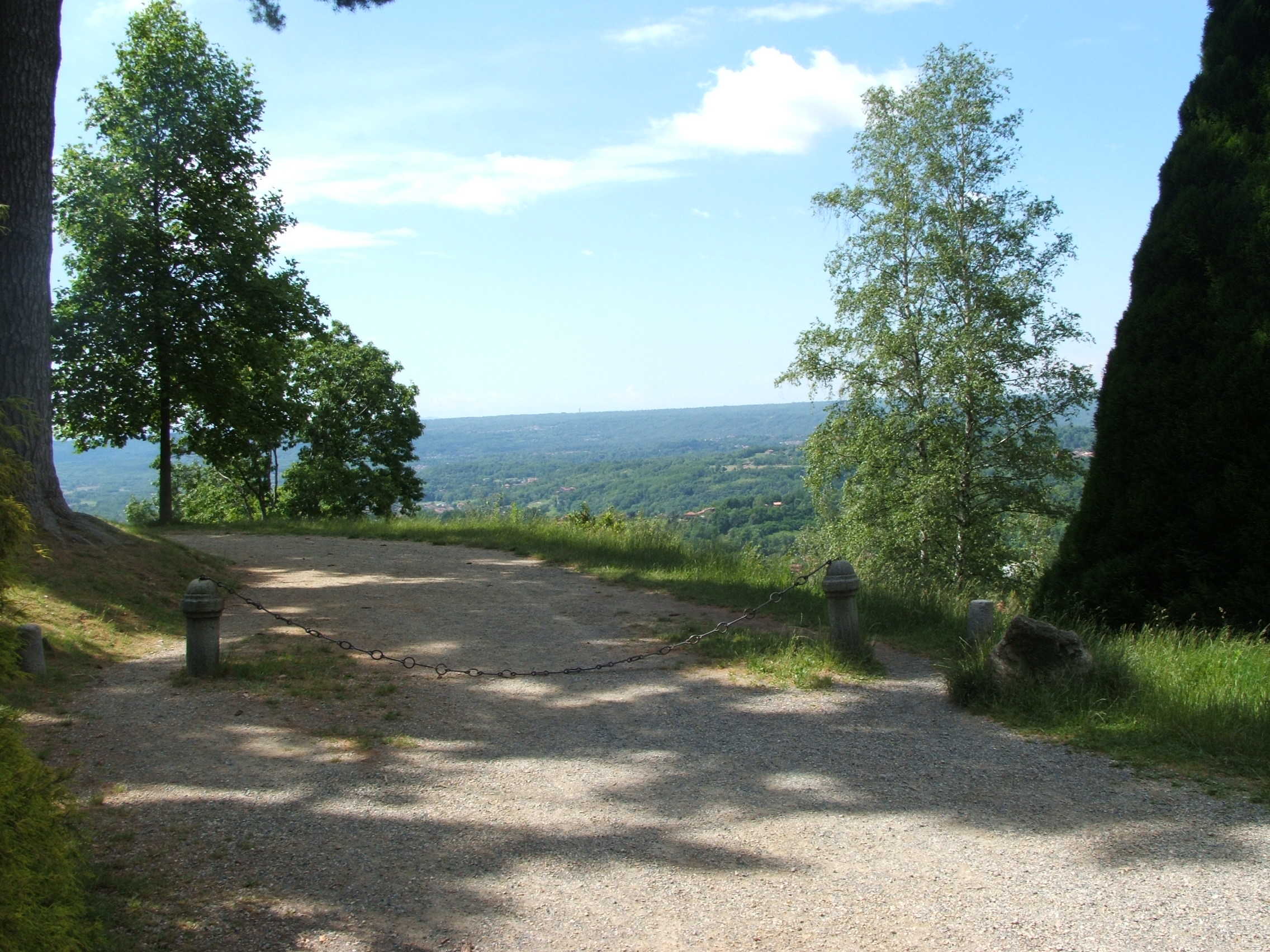
In der Nähe der Wiege der Rhododendren
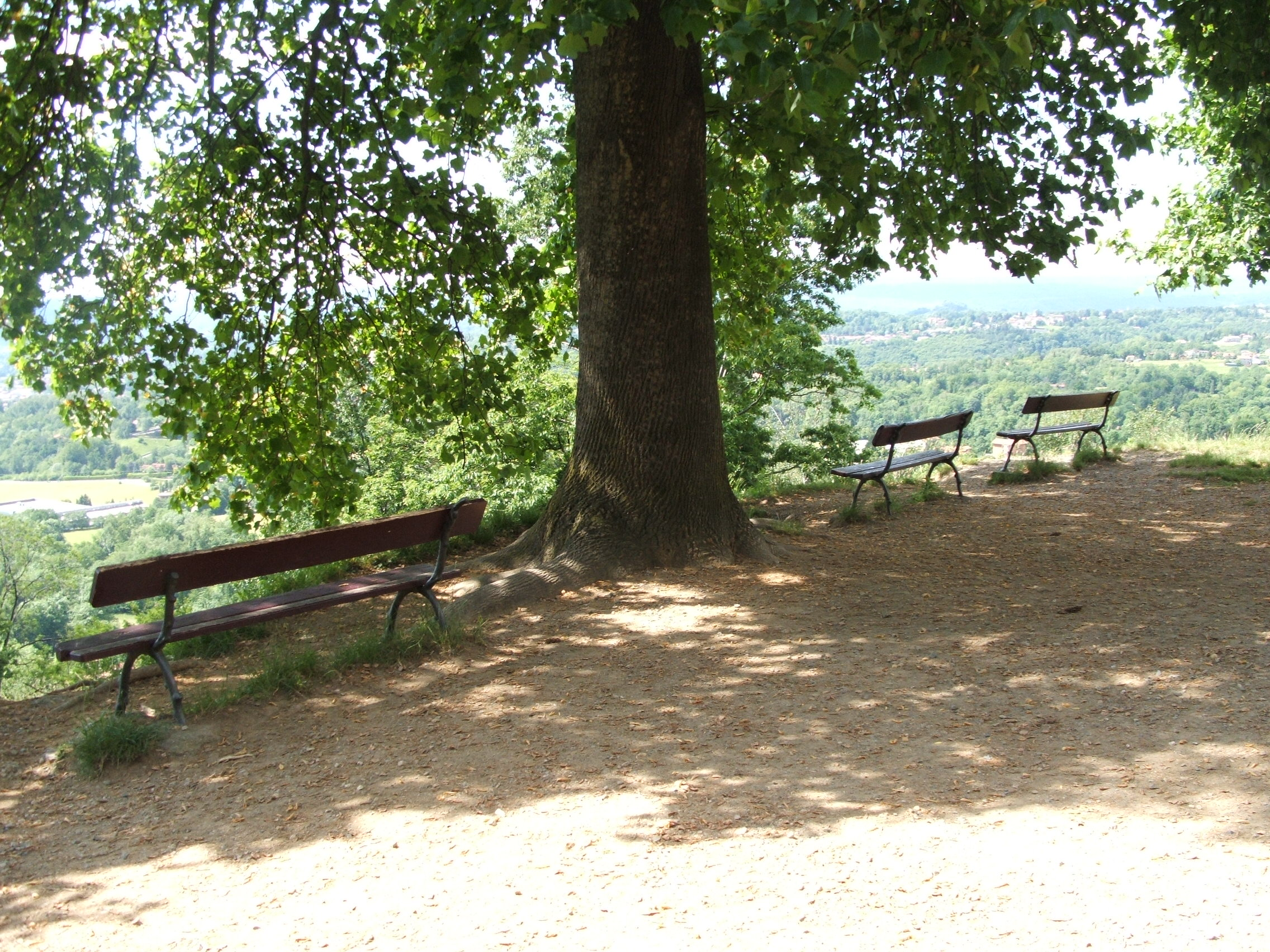
In der Nähe der Wiege der Rhododendren
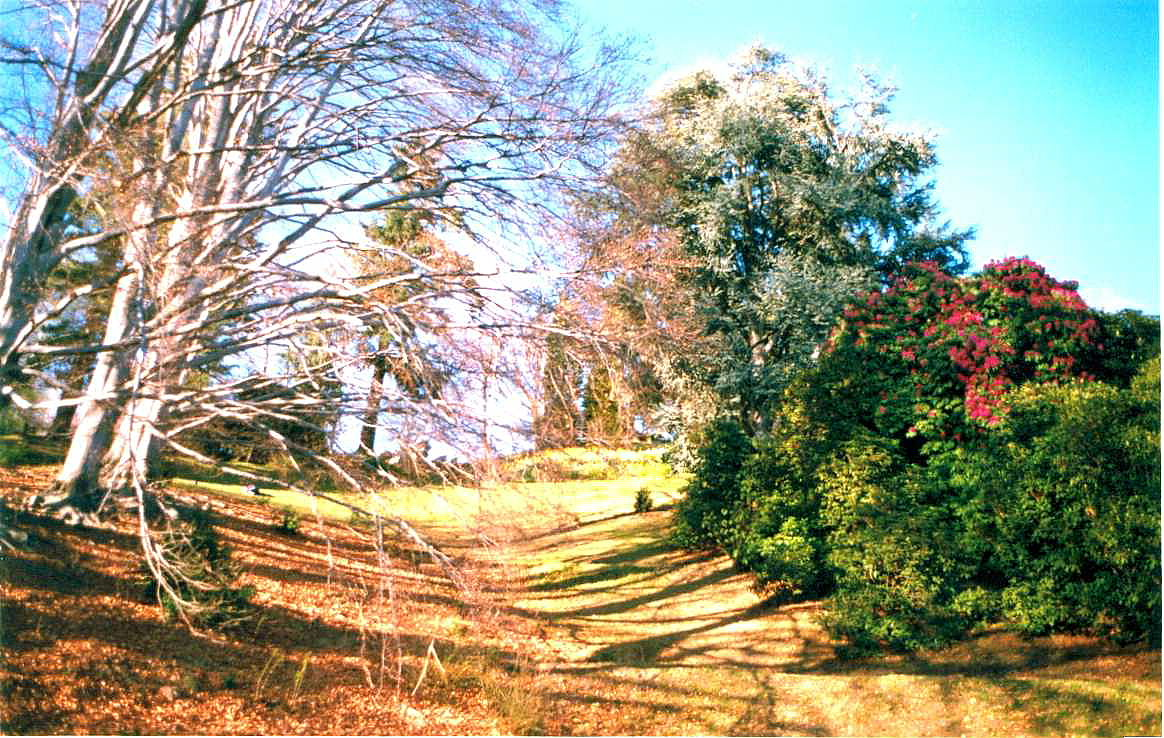
Der Park
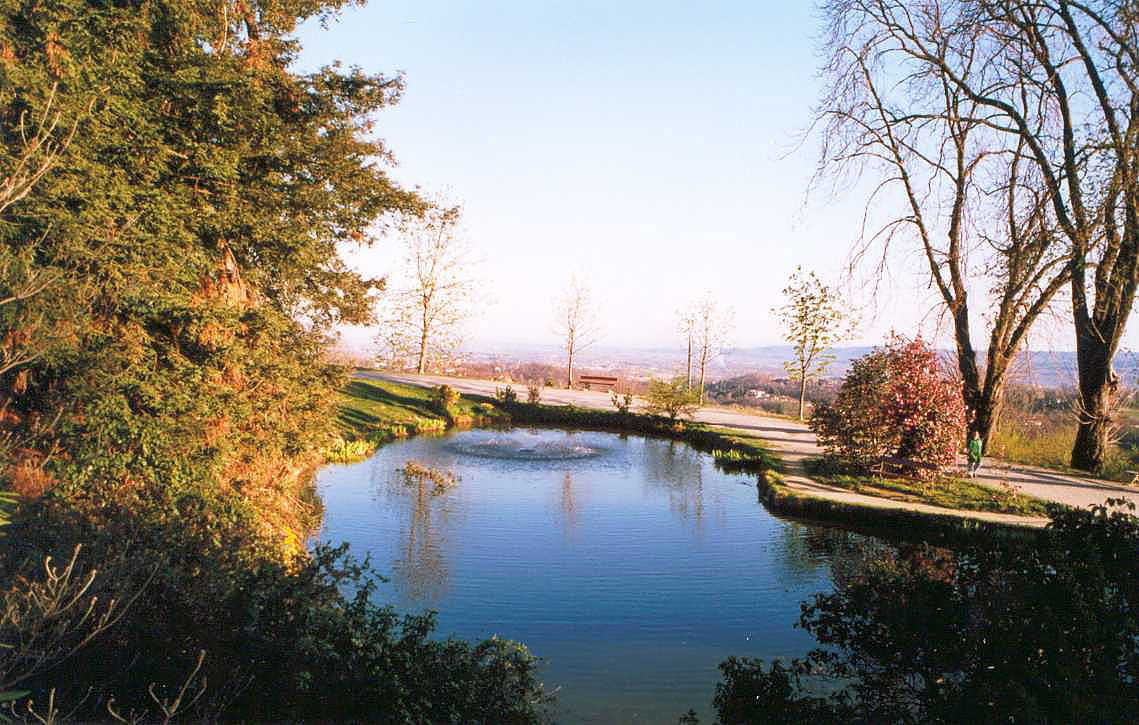
Ein kleiner See
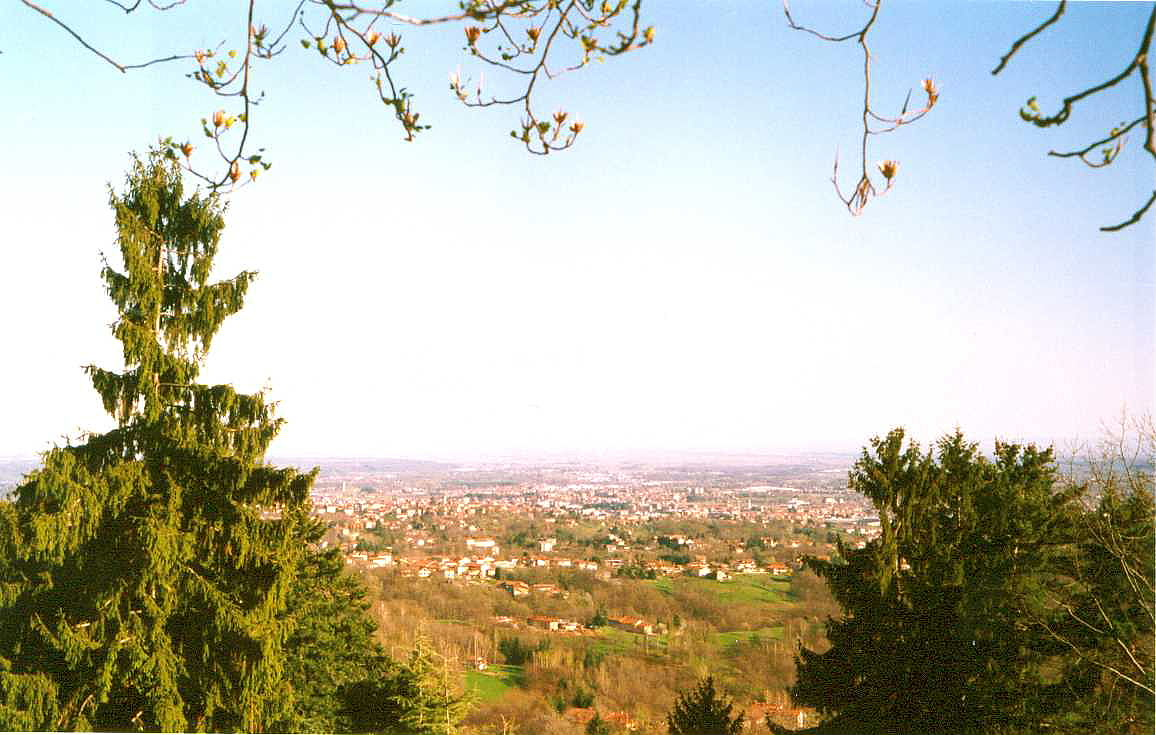
Panorama